# Al sur de Granada
Al sur de Granada és una pel·lícula espanyola de 2003, del gènere comèdia, dirigida per Fernando Colomo, protagonitzada per Matthew Goode, Verònica Sánchez, Guillermo Toledo, Antonio Resines i Ángela Molina als papers principals.
Basada en la novel·la autobiogràfica de Gerald Brenan Al sur de Granada, en anglès South from Granada: Seven Years in an Andalusian Village (1957). Guanyadora del Premi Goya a la millor música original (2003).

## Argument
Recreació de l'experiència d'un jove idealista anglès anomenat Gerald Brenan (Matthew Goode), que el 1919 lloga una casa a l'Alpujarra, on busca la solitud al costat d'una col·lecció de milers de llibres, per a així poder oblidar-se del seu passat com a oficial de l'exèrcit britànic durant la primera guerra mundial. Un cop allà, s'enamora d'una jove adolescent del poble anomenada Juliana, que li farà obrir els ulls cap a Andalusia, els seus habitants i la seva forma de viure a l'Espanya de la monarquía d'Alfons XIII, cosa que marcarà la seva pròpia vida i la seva obra.
A la novel·la, el poble de l'Alpujarra on va viure Gerald Brenen és Yegen.

## Repartiment
- Matthew Goode − Gerald Brenan
- Verònica Sánchez − Juliana
- James Fleet − Lytton Strachey
- Jessica Kate Meyer − Dora Carrington
- Willy Toledo − Paco
- Consuelo Trujillo − María
- Bebe Rebolledo − Ángeles
- Ángela Molina − Doña Felicidad
- Antonio Resines − Don Virgilio
- Laurence Fox − Ralph Partridge
- Sandra Wahlbeck − Gamel Woolsey

## Comentari
Fernando Colomo torna a articular un discurs sobre les relacions entre cultures, com ja va passar a Los años bárbaros', El efecto mariposa, El cuarteto de la Habana i presumiblement El Próximo Oriente. Com aleshores, tria com a protagonistes uns joves que han d'aprendre a madurar com a fruit de l'experiència viscuda. Procés que en aquesta ocasió és doble: el que experimenta Brenan en una terra que no és la seva i la jove granadina Juliana.

## Premis i nominacions

### Premis
- 2004. Goya a la millor música original per Juan Bardem

### Nominacions
- 2004. Goya a la millor actriu revelació per Verónica Sánchez
- 2004. Goya a la millor fotografia per José Luis Alcaine
- 2004. Goya a la millor direcció de producció per Pilar Robla
- 2004. Goya als millors efectes especials per Reyes Abades, Jesús Pascual, José Rossi i Chema Remacha